# L.F. Holmberg
Ludvig Ferdinand Holmberg (23. april 1826 i København – 21. december 1897) var en dansk ingeniør.
Holmberg var født i København som søn af fabrikmester Arent Holger Holmberg og Ellen Marie f. Gluud. Efter i 1845 at være blevet polyteknisk eksaminand og at have gennemgået Polyteknisk Læreanstalts værksteder tog han i 1846 landmålereksamen og blev i 1849 polyteknisk kandidat i mekanik. Af trang til kundskaber i kemi studerede han det følgende år dette fag, men afbrød et videre studium, da han i 1851 blev ansat som assistent ved Københavns Havnevæsen (særlig ved ombygningen af Langebro og Stormbro) hos daværende havnebygmester Carl Carlsen, hvis efterfølger han blev i det følgende år. Når man ser hen til de forholdsvis små forhold, der da herskede, fik han dog lejlighed til at udfolde en ret betydelig virksomhed i denne stilling. Efter hans planer og under hans ledelse ombyggedes således Prinsens Bro, kanalen på Sankt Annæ Plads blev fyldt og dampskibsbroen sammesteds bygget, ligesom de endnu eksisterende kajer ved Nordre Toldbod blev anlagt.
Det gik ham som en stor del af datidens polytekniske kandidater: De havde modtaget uddannelse i mekanik, men fandt anvendelse som civilingeniører. Trangen til en undervisning i ingeniørvidenskab, som Polyteknisk Læreanstalt den gang endnu ikke havde optaget, viste sig stadig voksende. Der havde i flere år været ført underhandlinger mellem de forskellige ministerier om indretningen af en sådan undervisning; men det var ikke lykkedes at komme til enighed om, hvorvidt den burde indrettes ved Læreanstalten eller ved en daværende militære højskole, eller om den overhovedet var nødvendig; men medens de officielle forhandlinger ikke førte til noget mål, voksede i private kredse erkendelsen af nødvendigheden af en speciel videnskabelig funderet ingeniøruddannelse mere og mere, så at en del polytekniske kandidater i 1857 besluttede at sætte sagen i gang ad privat vej ved at indsamle midler til engagement af en lærer i ingeniørfagene, hvorpå de anmodede Læreanstalten om at ordne undervisningen. Dette skridt ledede til, at der blev oprettet en med læreanstaltens øvrige eksamina ligestillet eksamen for ingeniører, og at Rigsdagen året efter på D.G. Monrads forslag bevilgede lønning til en lærer i bygningsfagene. Til at overtage denne stilling valgtes Holmberg, som i første halvdel af 1857 foretog en studierejse til udlandet til dels for at uddanne sig med denne lærerstilling for øje. Han studerede på denne rejse en kort tid ved École nationale des ponts et chaussées i Paris, gjorde sig bekendt med de franske havnebygninger ved Middelhavet og Den engelske Kanal og arbejdede en tid hos den franske ingeniør Oudry på brokonstruktioner. Efter hjemkomsten begyndte han fra slutningen af 1857 forelæsninger over fundering, jordarbejde, vej- og jernbanebygning, brobygning, havnebygning, digebygning, vanding og udtørring samt vandløbsregulering. Såvel det nævnte store antal fag, der skulle doceres af én mand, som den omstændighed, at alle fagene skulde doceres for første gang, gør det forståeligt, at det var et kolossalt arbejde, der blev lagt på ham, og da den lønning, der kunne bydes, selv efter den tids forhold var uanstændig ringe (600 Rdl. årligt), måtte han desuden bibeholde sin stilling som havnebygmester. Opgaven var næsten umulig, men det må erkendes, at den blev løst med udmærket dygtighed, og det grundlag, han har givet den store mængde ingeniører, der er udgåede fra Læreanstalten, i de nævnte specialfag og deres rationelle begrundelse, har utvivlsomt været af største betydning for ingeniørvæsenets udvikling i Danmark. Det er næsten forbavsende, at det har været muligt, at undervisningen i disse mange fag med den rapide udvikling, der netop i sådanne retninger er foregået indtil den seneste tid, har kunnet magtes af en enkelt lærer, og at der først i 1892 skete en deling af fagene, hvorved Holmberg beholdt sine egentlige specialfag, der angår vandbygningskunst.
Da havnevæsenets organisation i 1860 blev forandret, hvorved bl.a. havnebygmesteren blev stillet under en havnekaptajn, opgav Holmberg embedet som havnebygmester og blev kort efter samme år ved siden af sin lærervirksomhed ved Polyteknisk Læreanstalt docent i jord- og vandbygningslære ved Landbohøjskolen, en stilling, som han først i 1883 fratrådte. Disse hverv levnede selvfølgelig ikke megen tid til praktisk virksomhed som ingeniør, dog overtog han enkelte arbejder, såsom udarbejdelse af et projekt til ombygning af Flensborg Havn og udførelsen af den større havn ved Faxe Ladeplads. Dertil kom, at der på anden måde blev lagt beslag på hans tid til forskellige offentlige hverv: fra 1856-90 som meddirektør ved de Massmannske Søndagsskoler, fra 1868-93 som Borgerrepræsentant i København, fra 1872 som medlem af Københavns Havneråd, ligesom han 1861-65 var formand for Industriforeningen.
Holmbergs litterære virksomhed omfatter en del artikler i Industriforeningens månedsskrift, udgivelsen af en del af hans forelæsninger og af planer til brug ved skovbrugs- og havebrugselevernes tegneundervisning samt sammen med Adolph Steen De mekaniske Grundlove for Bygningsvæsenet (1871) og sammen med S.C. Borch Lærebog i teknisk Mekanik (1879).
I 1864 ægtede Holmberg Petra Jensine Berthelsen. Han blev i 1869 udnævnt til professor og ved indvielsen af den nye bygning for Den polytekniske Læreanstalt i 1890 til Kommandør af Dannebrog (2. grad). Han døde 21. december 1897.